# 上田備山
上田 備山（うえだ びざん、1888年2月3日-1984年3月15日）は、日本の戦前に活躍した写真家。

## 生涯
東京生まれ。
シュルレアリスムなどの系統の前衛的な特徴を持つ写真作品が有名で、そのような作品を制作した写真家としては日本における最も早い1人である。
浪華写真倶楽部の主要メンバーとして活躍、丹平写真倶楽部創設（1930年）の中心メンバーともなった。
丹平写真倶楽部の審査員として指導的な立場にある上田備山、安井仲治は、浪華写真倶楽部の会員でもあり、その他の会員の中には平井輝七、本庄光郎ら、両倶楽部に名を連ねる者も多く、兄弟倶楽部とされる所以はそこにある。
『安井仲治写真作品集』（1942年）を編集・発行。
1964年、公益社団法人 日本写真協会功労賞を受賞。
丹平写真倶楽部による十周年記念写真集『光』（1940年、後記「文献」参照）では、全111点の中の最後の3点が上田備山の作品であり、この「最後」という事実が、この倶楽部内での上田備山の重要な位置づけを示している。

## 代表作
- 漁（1930年代）：「日本近代写真の成立と展開」展に出展（カタログに図版掲載）、大阪中之島美術館蔵
- 公開（1938年）：『日本のシュールレアリスム』展カタログに図版掲載
- 休息（1937-39年頃）：写真集『光』に収録、『日本のシュールレアリスム』展カタログに図版掲載、雑誌『大阪人』(2002年10月号)に掲載
- 夕餉：写真集『光』に収録
- 歓喜（1937-39年頃）：写真集『光』に収録、『日本のシュールレアリスム』展カタログに図版掲載

## 作品が出品された展覧会
- 日本近代写真の成立と展開（東京都写真美術館・1995年）
- 写された人間像－東京国立近代美術館の写真コレクションより（東京国立近代美術館・1996年）
- 写真の美術／美術の写真　「浪華」「丹平」から森村泰昌まで（大阪市立近代美術館(仮称)心斎橋展示室・2008年）

出品作家 
梅阪鶯里、天野龍一、上田備山、川崎亀太郎、河野徹、佐保山堯海、椎原治、棚橋紫水、安井仲治、花和銀吾、瑛九、津田洋甫、福田匡伸、木下佳通代、杉本博司、森村泰昌、やなぎみわ、野村仁、植松奎二、北辻良央、石原友明 他

## 文献
- 『日本のシュールレアリスム』展カタログ（名古屋市美術館・1990年）
- 上記展覧会『日本近代写真の成立と展開』展カタログ
- 『日本の写真家 近代写真史を彩った人と伝記・作品集目録』（東京都写真美術館監修・日外アソシエーツ・2005年）
- 丹平写真倶楽部による十周年記念写真集『光』（1940年（昭和15年）刊行、国書刊行会から2006年に復刻）